# Градин
Градин (словен. Gradin) — поселення в общині Копер, Регіон Обално-крашка, Словенія. Висота над рівнем моря: 476,9 м.